# Jin-me Yoon
Jin-Me Yoon (née en 1960) est une artiste visuelle contemporaine canadienne d'origine sud-coréenne active à l'échelle internationale qui a immigré au Canada à l'âge de huit ans. Yoon utilise la performance, la photographie et la vidéo pour explorer les thèmes de l'identité en relation avec la citoyenneté, la culture, l'ethnicité, le genre, l'histoire, la nation et la sexualité.
Yoon est connue pour son utilisation de l'humour et de l'ironie quelle juxtapose aux sujets complexes qu'elle examine. Ses œuvres majeures comprennent Souvenirs of the Self (1991), une série photographique qui remet en question les constructions stéréotypées de l'identité canadienne; A Group of Sixty-Seven (1996), composé de soixante-sept portraits de la communauté coréenne canadienne de Vancouver se tenant devant des peintures de Lawren S. Harris et Emily Carr et The Dreaming Collective Knows No History (2006), une installation vidéo explorant les interrelations entre le corps, la ville et l'histoire.
Elle a obtenu son baccalauréat en psychologie de l’ Université de la Colombie-Britannique en 1985, un baccalauréat en beaux-arts de l’Emily Carr College of Art en 1990 et une maîtrise en beaux-arts de l’Université Concordia en 1992. Elle vit et travaille actuellement à Vancouver, en Colombie-Britannique, et enseigne en tant que professeure associée à l'École des arts contemporains de l'Université Simon Fraser.

## Début de la vie
Jin-me Yoon est née à Séoul, en Corée du Sud, de Chung Soon Chin (Jewel) et Myung Choong Yoon (Michael). Son père a déménagé à Vancouver en 1966 pour étudier la pathologie, et le reste de la famille Yoon l'a rejoint en 1968, peu de temps après que le gouvernement canadien ait mis fin à des décennies de restrictions d'immigration qui étaient discriminatoires sur la base de la race. Yoon a été à l'école primaire à East Vancouver. À cette époque, elle est fascinée par les images photographiques du consumérisme qu'elle découvre dans National Geographic, Reader's Digest et autres magazines de luxe disponibles dans la salle d'attente du cabinet médical de son père. À l'âge de douze ans, Yoon  commence à utiliser les images de ces magazines pour produire des collages. À l'adolescence, elle apprend sur l'histoire de l'art lors de ses visites dans des temples en Corée et grâce à la collection Time Life Library of Art que ses parents collectionnent, ce qui lui fait découvrir l'œuvre d'Henri Matisse et de Marcel Duchamp. Yoon s'est inscrite à l'Université de la Colombie-Britannique en 1978, mais a trouvé le programme et son accent sur les récits eurocentriques, blancs et masculins et la production créative aliénants. Après avoir obtenu un baccalauréat en psychologie, elle obtient un baccalauréat en beaux-arts de l'Emily Carr College of Art (aujourd'hui Emily Carr University of Art + Design ) à Vancouver (1985-1990), et poursuit une maîtrise en beaux-arts à l'Université Concordia de Montréal.

## Travail
Les œuvres de Yoon utilisent souvent la photographie, la vidéo et des éléments de performance pour questionner les constructions d'identité dans des conditions historiques et sociales spécifiques. En 1991, l'artiste a produit une œuvre intitulée Souvenirs of the Self qui explore la relation entre les notions de soi et de l'Autre dans les images dominantes du paysage canadien, plus particulièrement celles façonnées principalement par le tourisme. Une installation créée en 1998, between departure and arrival, marque l'abandon par Yoon de l'utilisation exclusive d'images photographiques comme marqueurs extérieurs de la race. En utilisant la vidéo et l'audio dans between departure and arrival, Yoon étudie « les structures intérieures qui forment la conscience, telles que le langage ». L'inconscient, la mémoire, l'histoire, l'identité, le lieu et la nation sont des thèmes importants pour l'artiste, dont le projet, Unbidden (2004), utilise des vidéos et des photographies à canaux multiples pour faire allusion aux conditions psychologiques et physiques du sujet, en particulier à travers la migration, la dispersion diasporique et le déplacement lié à la guerre et à d'autres conditions géopolitiques. Son œuvre Long View (2017) mélange photographie et vidéo pour aborder les thèmes de l’identité, du lieu, de l’histoire et de la surveillance. L'œuvre présente une performance où les membres de la famille de Yoon creusent dans le sable de Long Beach dans la réserve du parc national Pacific Rim. Turning Time (2022) est une oeuvre composé de dix-huit écrans numériques suspendus au plafond et qui chacun présente un danseur qui performe sa propre interprétation de la grue coréenne mettant en évidence des thèmes récurrents pour Yoon comme l'interconnexion, les sujets diasporiques, l'avenir et la résilience.
En 2009, elle a été finaliste pour le prix Grange du Musée des beaux-arts de l'Ontario et en 2013, elle a reçu une bourse de recherche d'artiste du Smithsonian. En 2018, elle a été nommée membre de la Société royale du Canada. En 2022, elle remporte le Scotiabank Photography Award.
Ses œuvres vidéo récentes explorent diverses villes, notamment en Corée du Sud et au Japon. En faisant basculer la verticalité des gratte-ciels et des humains bipèdes qui composent la vie sur un plan horizontal, Yoon évoque des associations subliminales et embryonnaires avec le passé et le présent. Un sentiment d'immersion onirique happe le spectateur dans la galerie, le plongeant dans une fantasmagorie de la modernité
Pour les spectateurs qui découvrent l’œuvre dans la galerie, il y a un sentiment étrange d’immersion onirique dans la fantasmagorie de la modernité tardive. En 2025, elle a reçu le Prix du Gouverneur général en arts visuels et médiatiques pour sa réalisation artistique.
Au cours des quinze dernières années, Yoon a acquis une notoriété internationale.

## Sélection d'expositions
- Jin-me-yoon: Honouring a long view, National Gallery of Canada (2024)[16]
- About Time, Vancouver Art Gallery (2022)[17]
- In/Flux: Art of Korean Diaspora, Museum of Vancouver (2018–19)[18]
- Through the Memory Atlas: 40 Years of Collecting, Kamloops Art Gallery (2018)[19]
- Radial Change: Beginning with the Seventies, Morris and Helen Belkin Art Gallery, Vancouver (2018)[20]
- Long View, for LandMarks 2017/Repères 2017[21]
- Spectral Tides (solo), Nanaimo Art Gallery (2017)[22],[23]
- AlterNation, Kamloops Art Gallery (2017)[24]
- Photography in Canada 1960–2000, National Gallery of Canada (2017)[25]
- Surveying: An Uncertain Landscape, Confederation Centre Art Gallery, Charlottetown (2015)[26]
- Embodied Enactments: Feminist Video Performance in Canada, 1974–2007, Centro Cultural Montehermoso, Vitoria, Spain (2009)[27]
- Passages through Phantasmagoria, Centre Culturel Canadien/Canadian Cultural Centre, Paris (2008)[28]
- Jin-me Yoon: Unbidden (solo), organized and circulated by the Kamloops Art Gallery (2004)[29], touring to Oakville Galleries (2005)[30] Mount St. Vincent University Art Gallery (2005), the National Gallery of Canada,
- Reverberations, Tank Loft Contemporary Art Centre, Chongqing, China (2008)[31]
- Ottawa (2006–07)[32], and the Southern Alberta Art Gallery, Lethbridge (2007)[33]
- Activating Korea, Govett-Brewster Art Gallery, New Plymouth, New Zealand (2007)[31]
- Feigned memories, University of Lethbridge Gallery (2003)
- Lost homelands, Kamloops Art Gallery (1999)
- Crossings, National Gallery of Canada (1998)
- Urban Fictions, Presentation House Gallery(1997)
- between departure and arrival, Western Front Gallery, Vancouver (1997)[31]
- Between views, Walter Philips Gallery (1991)

## Collections
Les œuvres de Yoon font partie des collections de la Vancouver Art Gallery, du Agnes Etherington Art Centre Musée des beaux-arts du Canada, du Musée canadien de la photographie contemporaine et de la Walter Phillips Gallery, entre autres.
1. ↑  « Jin-me Yoon », canadianart.ca, Canadian Art (consulté le 10 mars 2017)
2. ↑  (en) Ming Tiampo, Jin-me Yoon: Life & Work, Toronto, Art Canada Institute, 2022 (ISBN 978-1-4871-0297-5, lire en ligne)
3. ↑  « SFU SCA Faculty » [archive du 3 avril 2017], sfu.ca, Simon Fraser University (consulté le 10 mars 2017)
4. 1 2 3 4  (en) Ming Tiampo, Jin-me Yoon: Life & Work, Toronto, Art Canada Institute, 2022 (ISBN 978-1-4871-0297-5, lire en ligne)
5. ↑  Derksen, « Fugitive Spaces », newrepublics.com, Vancouver, BC, Catriona Jeffries Gallery, 23 juin 2005 (consulté le 10 mars 2017)
6. ↑  « Souvenirs of the Self (Lake Louise) », gallery.ca, Canadian Art (consulté le 10 mars 2017)
7. ↑   « Between Departure and Arrival », aci-iac.ca, Art Canada Institute (consulté le 8 mars 2024)
8. ↑  Judy Radul, Between departure and arrival, 8 January – 8 February 1997, Vancouver, BC, Western Front Society, 1998 (ISBN 9780920974308, OCLC 38430635), « At the Station: Notes on between departure and arrival », p. 14
9. 1 2 3  (en) Andrea Kunard, Ming Tiampo et Jin-me Yoon, Jin-me Yoon, Göttingen, Germany, Steidl, 2023 (ISBN 978-3-96999-218-0, lire en ligne)
10. ↑  (en) « Vancouver artist Jin-me Yoon a finalist for the Grange Prize », The Georgia Straight, 15 mai 2009 (consulté le 16 mars 2022)
11. ↑  (en-US) « About the Artist », Landmarks 2017 (consulté le 10 mars 2019)
12. ↑  « Five SFU faculty members named to Royal Society of Canada Fellowship and College – SFU News – Simon Fraser University », www.sfu.ca (consulté le 10 mars 2019)
13. ↑  « CityNews », toronto.citynews.ca (consulté le 16 mars 2022)
14. ↑  « Jin-me Yoon: Passages through Phantasmagoria », gallery.ca, Canadian Art (consulté le 10 mars 2017)
15. ↑  (en) « Jin-me Yoon », Governor General's Awards in Visual and Media Arts (consulté le 8 mars 2025)
16. ↑  « Exhibitions », www.gallery.ca, National Gallery of Canada (consulté le 1er janvier 2025)
17. ↑  (en) Ming Tiampo, Jin-me Yoon: Life & Work, Toronto, Art Canada Institute, 2022 (ISBN 978-1-4871-0297-5, lire en ligne)
18. ↑  (en-US) « In/Flux », MOV | Museum of Vancouver (consulté le 10 mars 2019)
19. ↑  (en) Gallery, « Through the Memory Atlas: 40 Years of Collecting », Kamloops Art Gallery (consulté le 10 mars 2019)
20. ↑  « Radial Change: Beginning with the Seventies | Faculty of Arts », www.arts.ubc.ca (consulté le 10 mars 2019)
21. ↑  (en-US) « Jin-me Yoon », Landmarks 2017 (consulté le 10 mars 2019)
22. ↑  « Jin-me Yoon | Spectral Tides », nanaimogallery.ca (consulté le 10 mars 2019)
23. ↑  (en-US) « Spectral Tides exhibit explores place, identity and history », Nanaimo News Bulletin, 5 octobre 2017 (consulté le 16 mars 2022)
24. ↑  (en) Gallery, « AlterNation », Kamloops Art Gallery (consulté le 10 mars 2019)
25. ↑  (en) « Photography in Canada: 1960–2000 », www.gallery.ca (consulté le 10 mars 2019)
26. ↑  « Surveying: An Uncertain Landscape – Confederation Centre of the Arts », confederationcentre.com (consulté le 10 mars 2019)
27. ↑  « Contraseñas 6. EMBODIED ENACTMENTS », www.montehermoso.net (consulté le 10 mars 2019)
28. 1 2  « Jin – Me Yoon », ccca.concordia.ca (consulté le 10 mars 2019)
29. ↑  (en) Susan Edelstein et Susette Min, Jin-me Yoon : Unbidden, Kamloops, BC, Kamloops Art Gallery, 2004 (ISBN 9781895497588, lire en ligne)
30. ↑  (en) « Jin-me Yoon », www.oakvillegalleries.com (consulté le 10 mars 2019)
31. 1 2 3  (en) « Jin-me Yoon | Sources & Resources », Art Canada Institute - Institut de l’art canadien (consulté le 29 avril 2023)
32. ↑  (en) « Jin-me Yoon: Unbidden and Persona: From the Collection (CMCP) », www.gallery.ca (consulté le 10 mars 2019)
33. ↑  « SAAG – Southern Alberta Art Gallery », saag.ca (consulté le 10 mars 2019)
34. ↑  « Agnes Etherington Art Centre, collections search »
35. ↑  (en) « Fugitive (Unbidden) #3 », www.gallery.ca (consulté le 10 mars 2019)